# Рампарт (Аляска)
Рампарт (англ. Rampart) — переписна місцевість (CDP) в США, в окрузі Юкон-Коюкук штату Аляска. Населення — 57 осіб (2020).

## Географія
Рампарт розташований за координатами 65°24′31″ пн. ш. 149°59′30″ зх. д. / 65.40861° пн. ш. 149.99167° зх. д. (65.408721, -149.991608).  За даними Бюро перепису населення США в 2010 році переписна місцевість мала площу 439,98 км², уся площа — суходіл.

### Клімат
Громада знаходиться у зоні, котра характеризується континентальним субарктичним кліматом.
| Клімат Рампарта         | Клімат Рампарта | Клімат Рампарта | Клімат Рампарта | Клімат Рампарта | Клімат Рампарта | Клімат Рампарта | Клімат Рампарта | Клімат Рампарта | Клімат Рампарта | Клімат Рампарта | Клімат Рампарта | Клімат Рампарта | Клімат Рампарта |
| Показник                | Січ.            | Лют.            | Бер.            | Квіт.           | Трав.           | Черв.           | Лип.            | Серп.           | Вер.            | Жовт.           | Лист.           | Груд.           | Рік             |
| Абсолютний максимум, °C | 4,4             | 1,1             | 13,9            | 26,7            | 30,6            | 32,2            | 31,1            | 20,6            | 10              | 2,2             | −3,3            | −2,2            | 32,2            |
| Середній максимум, °C   | −18,2           | −17,4           | −12             | 0,2             | 11,9            | 20,6            | 21,3            | 18              | 10,4            | −1,9            | −15,3           | −19,6           | −0,2            |
| Середня температура, °C | −21,9           | −21,1           | −16             | −6,1            | 5,4             | 13              | 14,1            | 11,3            | 5,3             | −5,7            | −18,6           | −23,2           | −5,4            |
| Середній мінімум, °C    | −25,6           | −24,8           | −20             | −12,3           | −1,1            | 5,4             | 7               | 4,6             | 0,3             | −9,4            | −21,9           | −26,9           | −10,6           |
| Абсолютний мінімум, °C  | −53,3           | −48,9           | −35             | −13,3           | −4,4            | −2,2            | −5              | −11,7           | −27,2           | −43,9           | −50,6           | −53,3           | −53,3           |
| Норма опадів, мм        | 14              | 8               | 8               | 3               | 16              | 32              | 32              | 46              | 42              | 25              | 13              | 11              | 251             |
| Днів з опадами          | 4               | 3               | 3               | 2               | 4               | 6               | 6               | 9               | 10              | 6               | 5               | 3               | 61              |
| ----------------------- | --------------- | --------------- | --------------- | --------------- | --------------- | --------------- | --------------- | --------------- | --------------- | --------------- | --------------- | --------------- | --------------- |
| Джерело: Weatherbase    |                 |                 |                 |                 |                 |                 |                 |                 |                 |                 |                 |                 |                 |

## Демографія
Згідно з переписом 2010 року, у переписній місцевості мешкали 24 особи в 10 домогосподарствах у складі 6 родин. Густота населення становила 0 осіб/км².  Було 43 помешкання (0/км²).
Расовий склад населення:
| - 95,8 % — корінних американців - 4,2 % — білих |

До двох чи більше рас належало 0,0 %. Частка іспаномовних становила 0,0 % від усіх жителів.
За віковим діапазоном населення розподілялося таким чином: 25,0 % — особи молодші 18 років, 54,2 % — особи у віці 18—64 років, 20,8 % — особи у віці 65 років та старші. Медіана віку мешканця становила 40,0 року. На 100 осіб жіночої статі у переписній місцевості припадало 118,2 чоловіків;  на 100 жінок у віці від 18 років та старших — 125,0 чоловіків також старших 18 років.
Цивільне працевлаштоване населення становило 5 осіб. Основні галузі зайнятості: публічна адміністрація — 100,0 %.